# Adoxomyia flauipes
Adoxomyia flauipes är en tvåvingeart som först beskrevs av Fabricius 1798.  Adoxomyia flauipes ingår i släktet Adoxomyia och familjen vapenflugor. Inga underarter finns listade i Catalogue of Life.